# 李騊駼
李騊駼（？—6世紀），赵郡高邑县人，出自赵郡李氏南祖，北齐、北周、隋朝官员。
早年擔任邺县令，後为寿阳道行台左丞。武平四年五月被围困在寿阳城内。十月乙巳日，吴明彻军随后发起猛攻，一鼓作气攻克寿阳，俘王琳、王贵显、可朱浑孝裕與李騊駼等，送到建康。开皇初，永安太守。卒于绛州长史。